# 来宾北站
来宾北站，位于中华人民共和国广西壮族自治区来宾市兴宾区，是柳南城际铁路上的高铁站，于2014年7月20日开通启用，由南宁局集团管辖。

## 歷史
- 2014年7月20日开通启用。

## 車站周邊
- 来宾翠屏小学
- 新沙小学
- 来宾市人民医院
- 来宾市第六中学
- 兴宾区第三小学
- 好青春影城
- 中国农业银行来宾柳兴支行
- 中国工商银行来宾支行
- 来宾实验学校
- 来宾市中医医院

## 外部連結
- 中国铁路客户服务中心 （页面存档备份，存于）